# Najlepiej razem
Najlepiej razem – kompilacja polskich utworów popowych z serii NAJ, wydana w 1996 roku przez ZIC ZAC przy współpracy z Pomaton EMI oraz Izabelin Studio. Za mastering płyty odpowiadał Grzegorz Piwkowski, a główni redaktorzy albumu to: Julita Janicka oraz Michał Snitko. Projekt graficzny okładki płyty wykonał Marek Kościkiewicz. Dystrybucją zajęła się firma PolyGram Polska. Numer katalogowy płyty: ZIC 0050.

## Spis utworów
1. For Dee – Sobie sami 3:57
2. Edyta Bartosiewicz – Zegar 3:59
3. Mafia – Noce całe 5:34
4. Justyna Steczkowska – Dziewczyna szamana [Afro Dance Mix] 5:10
5. FNS – Serce w butonierce 4:25
6. Hey – Heledore Babe 3:42
7. Republika – W końcu 4:38
8. Kasia Kowalska – A to co mam 4:55
9. Varius Manx – Pocałuj noc 3:24
10. Firebirds – Harry 4:19
11. De Mono – Druga w nocy 5:07
12. Maanam – Po prostu bądź 3:32
13. Edyta Górniak – Dotyk 4:26
14. Nazar – Nie pozwól mi (Bym zatracił sny) 4:55
15. Kayah – Santana 4:40
16. Raz Dwa Trzy – I tak warto żyć 4:13